# Оберн (Вашингтон)
Оберн (англ. Auburn) — місто (англ. city) в США, в округах Кінг і Пірс штату Вашингтон. Населення — 87 256 осіб (2020).

## Географія
Оберн розташований за координатами 47°18′14″ пн. ш. 122°12′38″ зх. д. / 47.30389° пн. ш. 122.21056° зх. д. (47.303767, -122.210530).  За даними Бюро перепису населення США в 2010 році місто мало площу 77,41 км², з яких 76,72 км² — суходіл та 0,69 км² — водойми.

### Клімат
| Клімат : Оберн          | Клімат : Оберн | Клімат : Оберн | Клімат : Оберн | Клімат : Оберн | Клімат : Оберн | Клімат : Оберн | Клімат : Оберн | Клімат : Оберн | Клімат : Оберн | Клімат : Оберн | Клімат : Оберн | Клімат : Оберн | Клімат : Оберн |
| Показник                | Січ.           | Лют.           | Бер.           | Квіт.          | Трав.          | Черв.          | Лип.           | Серп.          | Вер.           | Жовт.          | Лист.          | Груд.          | Рік            |
| Абсолютний максимум, °C | 17,8           | 21,7           | 27,2           | 30,0           | 33,3           | 37,8           | 37,2           | 37,2           | 35,6           | 30,0           | 23,3           | 20,6           | 37,8           |
| Середній максимум, °C   | 8,3            | 10,6           | 12,8           | 16,1           | 19,4           | 22,2           | 25,0           | 25,6           | 22,2           | 16,7           | 11,1           | 7,8            | 16,5           |
| Середній мінімум, °C    | 1,7            | 2,2            | 3,9            | 5,6            | 8,3            | 11,1           | 12,8           | 12,8           | 10,6           | 6,7            | 3,9            | 1,7            | 6,8            |
| Абсолютний мінімум, °C  | −23,3          | −20,6          | −12,2          | −3,9           | −2,8           | 0,6            | 3,3            | 1,1            | −2,2           | −4,4           | −18,3          | −16,1          | −23,3          |
| Норма опадів, мм        | 135            | 114            | 104            | 74             | 53             | 43             | 23             | 30             | 46             | 86             | 155            | 147            | 942            |
| ----------------------- | -------------- | -------------- | -------------- | -------------- | -------------- | -------------- | -------------- | -------------- | -------------- | -------------- | -------------- | -------------- | -------------- |
| Джерело: Weather.com    |                |                |                |                |                |                |                |                |                |                |                |                |                |

## Демографія
Згідно з переписом 2010 року, у місті мешкало 70 180 осіб у 26 058 домогосподарствах у складі 17 114 родин. Густота населення становила 907 осіб/км².  Було 27834 помешкання (360/км²).
Расовий склад населення:
| - 70,5 % — білих - 8,9 % — азіатів - 4,9 % — чорних або афроамериканців - 2,3 % — корінних американців - 1,6 % — вихідців з тихоокеанських островів - 6,3 % — осіб інших рас |

До двох чи більше рас належало 5,4 %. Частка іспаномовних становила 12,9 % від усіх жителів.
За віковим діапазоном населення розподілялося таким чином: 25,9 % — особи молодші 18 років, 63,9 % — особи у віці 18—64 років, 10,2 % — особи у віці 65 років та старші. Медіана віку мешканця становила 34,4 року. На 100 осіб жіночої статі у місті припадало 97,7 чоловіків;  на 100 жінок у віці від 18 років та старших — 95,6 чоловіків також старших 18 років.
Середній дохід на одне домашнє господарство  становив 72 905 доларів США (медіана — 59 347), а середній дохід на одну сім'ю — 81 526 доларів (медіана — 68 515). Медіана доходів становила 51 522 долари для чоловіків та 41 813 долари для жінок. За межею бідності перебувало 15,9 % осіб, у тому числі 24,7 % дітей у віці до 18 років та 8,6 % осіб у віці 65 років та старших.
Цивільне працевлаштоване населення становило 34 321 осіб. Основні галузі зайнятості: освіта, охорона здоров'я та соціальна допомога — 18,8 %, виробництво — 14,8 %, роздрібна торгівля — 12,6 %.